# Kopalnie Ngwenya
Kopalnie Ngwenya (ang. Ngwenya Mines) – zespół kopalń znajdujący się w Dystrykcie Hhohho w północno-zachodniej części Eswatini (dawniej Suazi), uznawany za najstarszy ośrodek górniczy na świecie, w którym złoża rudy żelaza eksploatowane były już ponad 40 tys. lat temu.
Od 2008 roku obiekt figuruje na eswatinijskiej liście informacyjnej – liście obiektów rozważanych do zgłoszenia na listę światowego dziedzictwa UNESCO, na którą kopalnie mogą zostać wpisane na podstawie kryterium kulturowego III.

## Lokalizacja
Kompleks kopalń Ngwenya położony jest niedaleko miasta o tej samej nazwie, w pobliżu granicy z Republiką Południowej Afryki, na terenie rezerwatu przyrody Malolotja, na południowym zboczu góry Ngwenya – drugiego pod względem wysokości szczytu Eswatini, którego nazwa oznacza w języku suazi „krokodyl” i odnosi się do jego kształtu.

## Historia
Badania bryłek węgla drzewnego pozyskanych z tego terenu przeprowadzone metodą datowania radiowęglowego wykazały, że działalność wydobywcza koło Ngwenya prowadzona była już ok. 43 200 ± 1300 lat BP, co czyni ten obszar najstarszym ośrodkiem górniczym na świecie. Istnieją też dane wskazujące, że początki górnictwa na tym obszarze mogą być jeszcze wcześniejsze, sięgające lat 70 000–120 000 BP.
Pierwotnie, w środkowej epoce kamienia do ok. 23 000 p.n.e., w rejonie Ngwenya wydobywano czerwoną ochrę służącą jako kosmetyk oraz do wytwarzania barwników zwanych libovu i ludumane, używanych w praktykach rytualnych oraz do tworzenia malowideł naskalnych. Surowiec ten występował w złożu wysokiej jakości błyszczącego hematytu, wykształconego w postaci drobno- i grubokrystalicznej (spekularyt). Wyrobiskiem, które zachowało się z tego okresu, jest tzw. Grota Lwa (ang. Lion Cavern), która ma postać płytkiej, wydrążonej w skale komory o głębokości ok. 9 m i wysokości ok. 6 m. Według szacunków, w czasach prehistorycznych wydobyto w niej ok. 1200 ton surowca.
Z tego okresu pochodzą liczne znaleziska archeologiczne, obejmujące narzędzia górnicze wykonane z dolerytu – toporki, młotki i kilofy. Ślady eksploatacji wyrobisk w Ngwenya pochodzą również z ok. 2000 p.n.e., z przełomu er oraz z V wieku n.e. Ok. 400 roku n.e. z obszarów położonych na północnym brzegu rzeki Limpopo na te tereny przybyli przedstawiciele rolniczo-pasterskich ludów Bantu. Również oni wydobywali tu rudy żelaza, wytapiali je oraz handlowali otrzymanym żelazem w całej okolicy.
Przeprowadzone w 1957 roku badania geologiczne wykazały występowanie w masywie Ngwenya złoża rudy żelaza wielkości ok. 30 mln ton i o średniej zawartości żelaza metalicznego wynoszącej 60%. W 1964 roku rozpoczęto jego eksploatację, uruchamiając wielką kopalnię odkrywkową, która przyczyniła się do gospodarczego rozwoju kraju. Wybudowano m.in. sieci elektroenergetyczne, strefę przemysłową w mieście Matsapha oraz linię kolejową łączącą kopalnię z portem w Lourenço Marques (współcześnie stolica Mozambiku, Maputo), skąd surowiec eksportowany był do Japonii. W 1977 lub 1979 roku zakład zakończył swoją działalność, pozostawiając po sobie częściowo zalany kamieniołom.
W 2005 roku oddano do użytku centrum turystyczne gromadzące i prezentujące związane z kopalnią eksponaty, w tym m.in. próbki minerałów czy archiwalne fotografie. W 2018 roku budynek wraz ze zbiorami doszczętnie spłonął.
W latach 2011–2014 indyjska firma Salgaocar prowadziła wydobycie żelaza w Ngwyenya, co doprowadziło do zanieczyszczenia źródeł wody pitnej dla mieszkańców stolicy kraju, Mbabane. Udowodnione zostały przypadki korupcji w celu uzyskania koncesji oraz naciski ze strony władcy kraju, Mswatiego III, na instytucje zajmujące się ochroną środowiska w Suazi. Zagrożeniem dla kopalń oraz otaczającego je rezerwatu (w którym występuje m.in. endemiczny storczyk Disa intermedia) pozostają plany króla oraz rządu dotyczące wznowienia wydobycia w Ngwenya.